# Gomphandra tetrandra
Gomphandra tetrandra är en järneksväxtart som först beskrevs av Nathaniel Wallich, och fick sitt nu gällande namn av Herman Otto Sleumer. Gomphandra tetrandra ingår i släktet Gomphandra och familjen Stemonuraceae. Inga underarter finns listade i Catalogue of Life.